# Lago Naivasha
O lago Naivasha (em massai: Nai’posha, «água agitada») é um lago de água doce no Quénia, a noroeste da capital Nairóbi, perto da cidade de Naivasha. Faz parte do Vale do Grande Rifte. 
O lago cobre 139 km², e é rodeado por pântanos de 64 km² (a extensão total pode variar grandemente em função das chuvas); está situado à altitude de 1884 metros, e tem uma profundidade média de 6 metros (o máximo é na zona de Crescent Island, com 30 metros de profundidade).
Existia uma via de escoamento designada Gorge Njorowa, mas hoje está para lá do lago e forma a entrada do Parque Nacional de Hell's Gate.
A escritora Joy Adamson, autora de Born Free, viveu nas margens do lago em meados da década de 1960.
A floricultura é a principal indústria na zona em redor do lago.

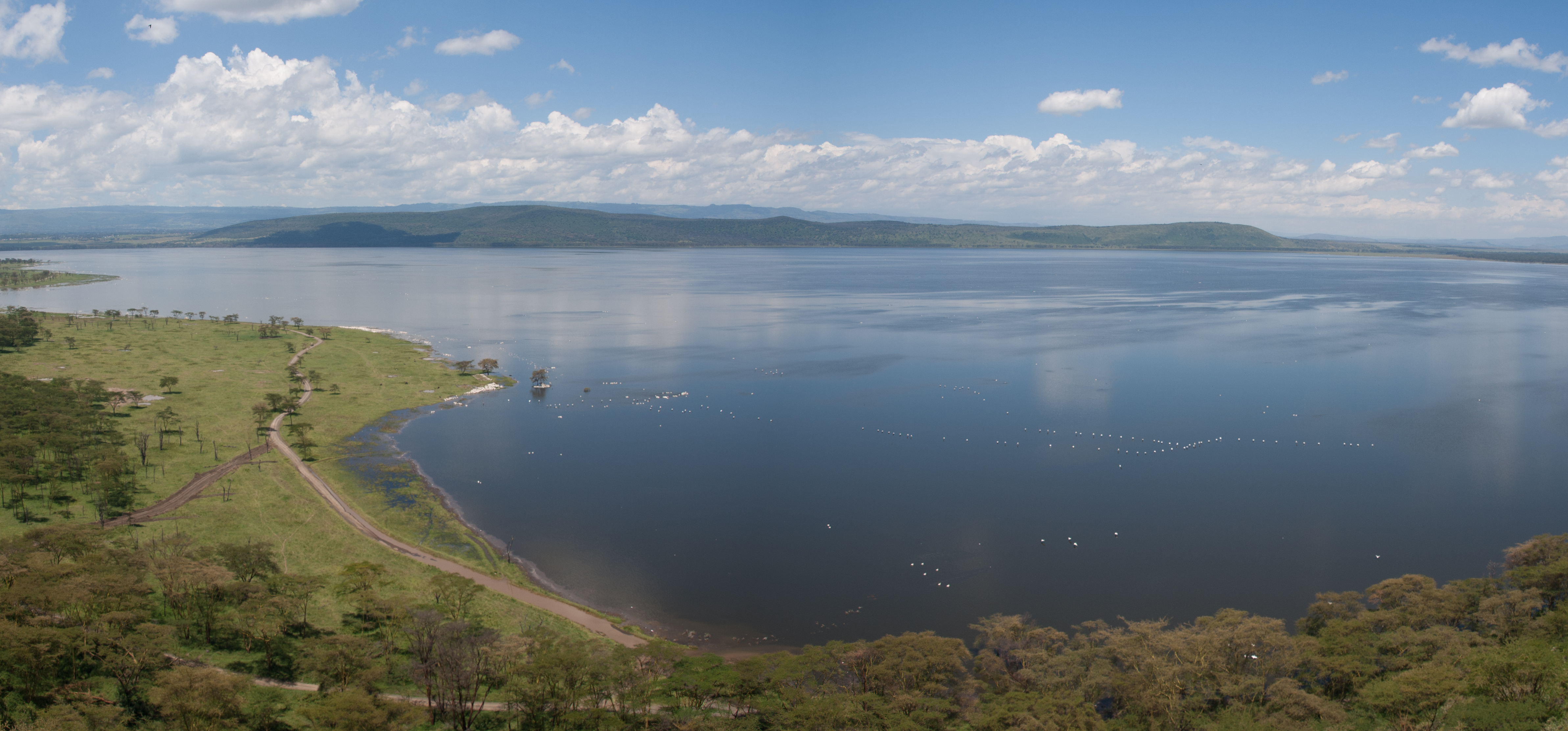
Imagem do lago Naivasha em 2012.

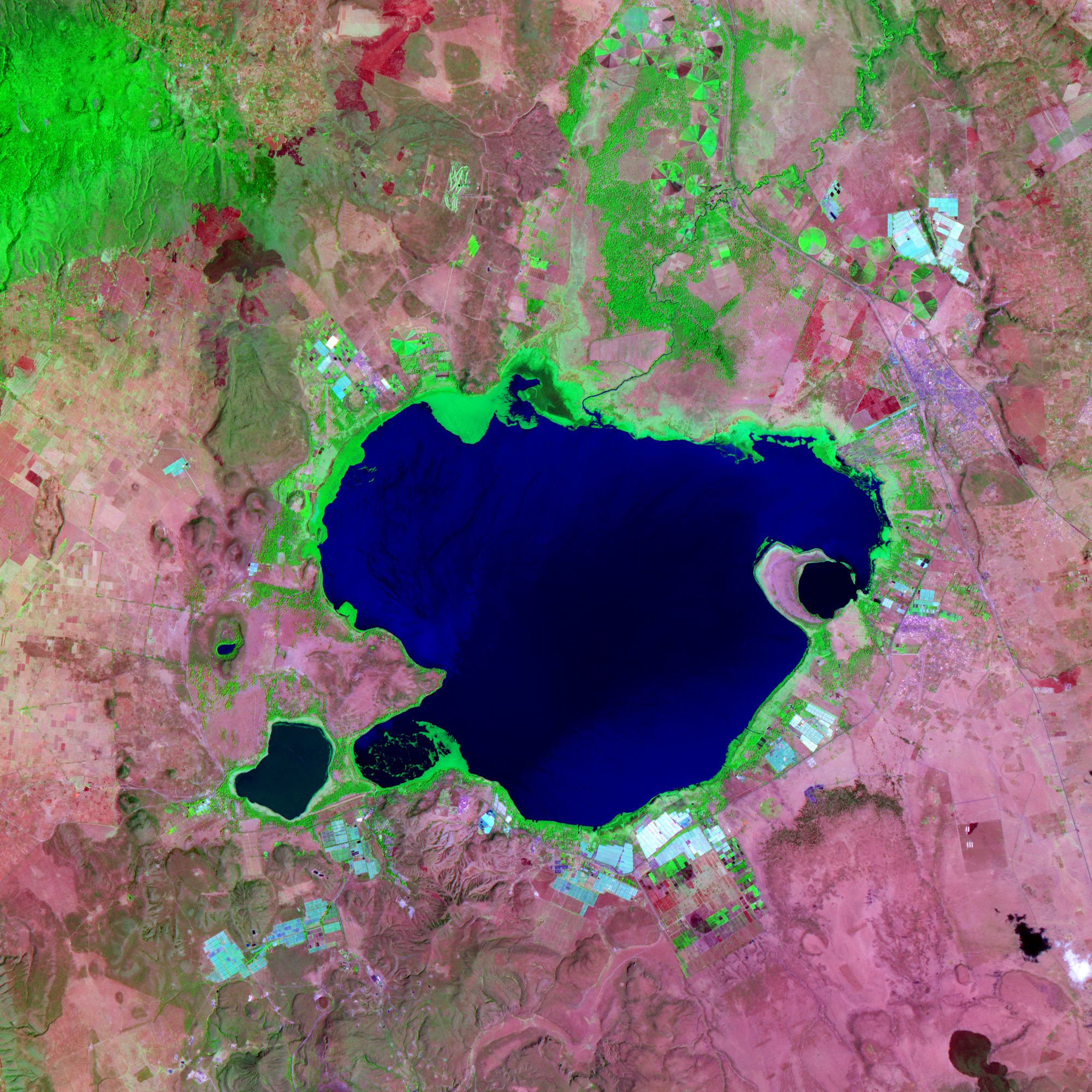
Imagem de satélite do lago Naivasha.